# یوهان رانتزائو
یوهان رانتزائو (انگلیسی: Johan Rantzau; ۱۲ نوامبر ۱۴۹۲ – ۱۲ دسامبر ۱۵۶۵) فرمانده نظامی اهل آلمان بود.